# Buglossidium luteum
A Buglossidium luteum a csontos halak (Osteichthyes) főosztályának a sugarasúszójú halak (Actinopterygii) osztályába, ezen belül a lepényhalalakúak (Pleuronectiformes) rendjébe és a nyelvhalfélék (Soleidae) családjába tartozó faj.
Nemének egyetlen faja.

## Előfordulása
A Buglossidium luteum elterjedési területe az Atlanti-óceán keleti része, Izlandtól Skóciáig. Ezenkívül még előfordul, az Északi-tengerben, a Kattegat-szorosban, a Balti-tengerben, a Földközi-tengerben, az Adriai-tengerben, a Márvány-tengerben és a Boszporuszban.

## Megjelenése
Ez a halfaj általában 8 centiméter hosszú, de akár 15 centiméteresre is megnőhet. Az alsó részén, vagyis a „vak felén” levő csőszerű orrlyuk és mellúszók, csak alig fejlettek. A szemes felén levő orrlyuk, majdnem függőlegesen áll. 36-38 csigolyája van. Pikkelyei négyzetszerűek. 7-8 centiméteresen számít kifejlett állatnak.

## Életmódja
A Buglossidium luteum tengeri, fenéklakó halfaj, amely homokos élőhelyeket kedveli. 5-450 méteres mélység között él, de általában, csak 10-40 méteres mélységben tartózkodik. Tápláléka főleg rákok, köztük evezőlábú rákok, felemáslábú rákok, Cumacea-fajok; étrendjét kagylókkal és soksertéjűekkel egészíti ki.
Legfeljebb 13 évig él.

## Felhasználása
Az ember, csak kis mértékben halássza.